# Slaget om San Pietro
Slaget om San Pietro var et slag, der blev kæmpet under 2. verdenskrig, som en del af Operation Shingle. Det stod mellem de allierede styrker, og de stærkt tilbagetrukne positioner til tyskernes Gustav-linje. Slaget blev udkæmpet syd for Liridalen, og nær byen San Pietro, deraf navnet.